# 뒤정강동맥
뒤정강동맥(posterior tibial artery) 또는 후경골동맥(後脛骨動脈)은 하지의 동맥으로 종아리뒤칸과 발바닥으로 혈액을 운반한다. 오금동맥에서 정강종아리동맥을 거쳐 뒤정강동맥이 나온다.

## 구조
뒤정강동맥은 오금 안에 있는 오금동맥에서 갈라져 나온다. 깊은 곳에 있는 정맥인 뒤정강정맥이 뒤정강동맥과 함께 주행한다. 아래쪽에서는 정강뼈의 안쪽복사 바로 뒤쪽, 발꿈치힘줄(아킬레스건) 앞쪽을 지나간다. 굽힘근지지띠의 깊은쪽에서 발로 들어가며 발목굴을 통과한다.

### 가지
뒤정강동맥에서 갈라져 나오는 동맥은 다음과 같다.
- 안쪽발바닥동맥
- 가쪽발바닥동맥
- 종아리동맥[1] - 정강종아리동맥이 뒤정강동맥과 종아리동맥으로 갈라진다고 할 수도 있다.
- 발꿈치가지(calcaneal branch) - 발꿈치뼈의 안쪽 측면으로 간다.

## 기능
종아리뒤칸과 발바닥으로 산소가 풍부한 혈액을 공급한다.

## 임상적 중요성

### 맥박 촉진
뒤정강동맥의 맥박은 안쪽복사의 뒤쪽 경계와 발꿈치힘줄의 중간 지점에서 촉진할 수 있다. 맥박 촉진은 종종 말초혈관질환 환자를 검사하기 위해 임상의들이 사용하는 방법이다. 젊거나 건강한 사람들에서 뒤정강동맥 맥박이 느껴지지 않는 경우는 매우 드물다. 547명의 건강한 사람들을 대상으로 한 연구에서 뒤정강동맥의 맥박이 촉진되지 않은 경우는 단 1명뿐이었다. 피멘타점에서 맥박을 쉽게 촉진할 수 있다.

### 신경 차단
뒤정강동맥은 정강신경의 위치를 파악하는 랜드마크로 이용되는데, 이는 뒤정강동맥과 정강신경이 모두 발로 들어가기 때문이다. 국소마취를 하는 경우 마취제를 동맥의 양쪽(굽힘근지지띠 먼쪽, 발꿈치뼈보다 가까운 쪽)에 주사한다.

## 추가 이미지

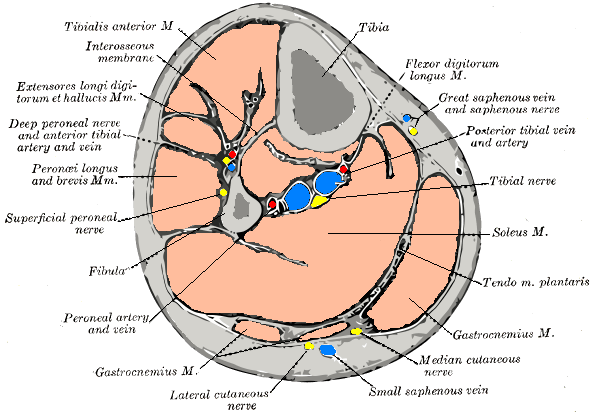
종아리 중간의 단면
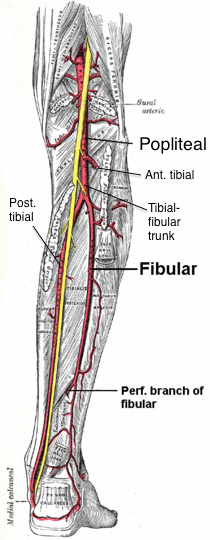
다리 뒤쪽의 주된 동맥들
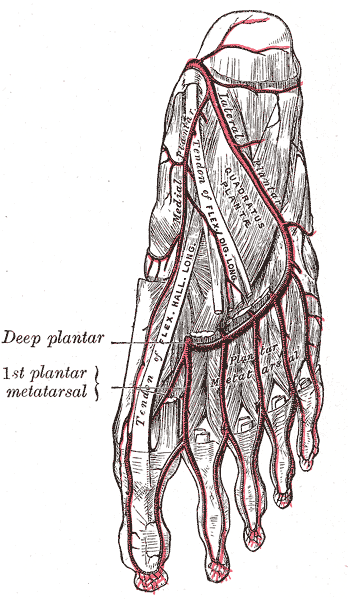
발바닥의 깊은층 동맥들